# (16271) Duanenichols
(16271) Duanenichols (2000 JC55) – planetoida z grupy pasa głównego asteroid okrążająca Słońce w ciągu 3,78 lat w średniej odległości 2,43 j.a. Odkryta 6 maja 2000 roku.